# キャロル・クロフォード
キャロル・クロフォード（Carole Joan Crawford、1943年2月13日または8月31日 - 2024年12月18日）は、ジャマイカ・キングストン生まれのモデル。ミス・ワールド1963で優勝したことで知られる（ジャマイカ代表として、また有色人種として初）。

## 生涯
ミス・ワールド1963に出場するにあたって、父から許可を得るのに骨を折った。当時の身長は159センチで、これは当時のミス・ワールドの標準に比べて低い値だった。また、歴代のミス・ワールドの中で最も低い値である。
優勝後、ジャマイカに戻ると大規模な祝賀会が行われた。アレクサンダー・バスタマンテ首相とクリフォード・キャンベル総督夫妻の歓迎会もあった。また、キングストンの黄金の鍵も授与された。ジャマイカ郵政当局は彼女の水着の写真を使用した切手を発行した。
2021年現在、Carole Joan Crawford-Merkensとしてカナダ在住。「私はジャマイカ人であることを誇りに思っています。ジャマイカにはもう住んでませんが、私の一部はいつもそこにあります」と地元紙にコメントしている。
2024年12月18日に死去。81歳没。